# MAX vakantieman
MAX vakantieman is een Nederlands consumentenprogramma op het gebied van reizen en vakantie van Omroep MAX. Het wordt gepresenteerd door Sybrand Niessen vanuit een studio met publiek op maandagavond en duurt 45 minuten.
MAX vakantieman is een voortzetting van Groeten van MAX waarvan de eerste uitzending op 23 juni 2008 was. MAX vakantieman wordt sinds 27 mei 2019 uitgezonden. Het wordt sinds dat jaar jaarlijks in de zomermaanden uitgezonden. Het programma is grotendeels  gebaseerd op Groeten van MAX maar lijkt bij een aantal onderdelen ook op het vroegere programma De Vakantieman.  Sybrand Niessen is de opvolger van Frits Bom als vakantieman. In MAX vakantieman keerden enkele rubrieken van Groeten van MAX terug zoals de wekelijkse accommodatietest door de "mystery guest", maar er verschenen ook nieuwe rubrieken zoals "Groeten uit Holland". Naast nieuwe intromuziek werd ANWB-juriste Annemieke Zerdoun tot en met het seizoen 2021 naast Jeanine Janssen de vaste deskundige en werd "Roelof", later Koen Bugter en sinds 2022 Nhung Dam de verslaggever op locatie. Daarnaast keerde een aantal onderdelen uit de oude Vakantieman terug, zoals de rubriek "Beste Vakantieman", waarbij vragen van kijkers door een deskundige worden beantwoord. Ook keerde de blanco landkaart van Europa terug waarbij Koen Bugter vakantiegangers in het buitenland 28 jaar na de introductie van deze rubriek testte op hun topografische kennis. Ook wordt in Nederland de blanco wereldkaart getoond en getest aan toeristen. In 2020 en 2021 verzorgde Piet Paulusma het weerbericht. De rubriek "Groeten uit Holland" werd in 2021 een ontdekkingsreis door Nederland met Quintis Ristie. In 2023 liep verslaggever "Phi" stage bij vakantie gerelateerde bedrijven of instellingen en in 2024 bezocht hij onder meer  vakantieparken.   
Op 11 augustus 2022 was er een eenmalige nieuwsupdate op televisie met Jan Slagter als presentator. Dit ging over compensatie voor reizigers die als gevolg van personeelsproblemen op Schiphol hun vlucht misten.
Op 29 juli 2024 en 5 augustus 2024 werd het programma op NPO 2 uitgezonden vanwege de Olympische Spelen.

## Inhoud
Vanaf de start in 2008 tot 2018 heette het programma Groeten van MAX. De intromuziek die hierbij werd gebruikt was het nummer Wind en Zeilen van de groep Splitsing.
Naast reportages op vakantiegebied werden in het programma voornamelijk consumenten geholpen die klachten of problemen met hun touroperator hadden maar ook bijvoorbeeld met hun accommodatieverhuurder, vliegtuigmaatschappij of reisverzekering. Het probleem van de gedupeerde consument werd dan in een filmpje getoond waarbij soms een verslaggever op onderzoek uitgaat. Eerst was dat Fleur Bok, sinds 2014 Timon Moll en sinds 2018 "Wout" of "Deborah". Daarna vond in de studio een nagesprek plaats waar de consumenten bij aanwezig waren. Hierbij gaven de vaste deskundigen, Yda Matthijssen (juriste van de ANWB) of Jeanine Janssen (in het verleden ook Rogier de Haan), juriste bij MAX Ombudsman, een advies. Soms was er ook iemand van Stichting de Ombudsman of de Consumentenbond aanwezig. Ook konden consumenten met een vraag of klacht een e-mail of brief sturen waarna deze in een filmpje werden voorgelezen en een van de deskundigen dan antwoord gaf.
Een vast onderdeel is de rubriek waarbij een specialist wekelijks een hotel of andere accommodatie bezoekt met de verborgen camera en beoordeeld of de accommodatie in aanmerking komt voor het Groeten van MAX-keurmerk (tot 2018). Hierbij wordt de accommodatie beoordeeld met goed, matig of onvoldoende op de algemene indruk, de hygiëne, het sanitair en de bedden. Het betreft hierbij altijd een accommodatie die op internet slecht wordt gewaardeerd. De specialist komt nooit zichtbaar in beeld, alleen zijn stem is te horen, waardoor de eigenaar niet weet met Groeten van MAX te doen te hebben. Na afloop wordt er altijd contact opgenomen met de eigenaar voor een reactie. Doordat men altijd hotels of accommodaties bezoekt die slecht gewaardeerd worden, komt het maar een enkele keer voor dat het Groeten van MAX-keurmerk daadwerkelijk wordt uitgereikt. In 2017 werden eerder bezochte hotels opnieuw bezocht en beoordeeld. Sinds 2019 werden in plaats van hotels ook bijvoorbeeld tankstations bezocht. 
Verder zijn er tips en adviezen maar ook reisverhalen voor vakantiegangers en wordt gevraagd wat men allemaal meeneemt naar het buitenland.
In de eerdere seizoenen was er ook de vaste rubriek Ik stuur geen kaart aan..., waarin Nederlanders op vakantie vertellen waarom ze een bepaalde persoon geen ansichtkaart sturen. Tot het seizoen 2012 was er wekelijks een campingtest waarbij een echtpaar een camping beoordeelde en een rapportcijfer gaf. In 2014 keerde de campingtest terug waarbij Tim Haars een geschikte camping voor zijn ouders zoekt. In 2013 werd wekelijks verslag gedaan over de belevenissen van een reisgezelschap in Nederland of het nabije buitenland.
In 2015 had het programma een kookrubriek, gepresenteerd door Karin Luiten, in 2016 een rubriek waar kampeerders werden gevolgd, in 2017 een rubriek waarbij vakantiegangers langs de Franse snelweg werden ondervraagd, in 2018 was er de rubriek Zomer in Nederland en in 2025 gaat een bekende Nederlander terug naar de vakantieplaats van zijn jeugd.